# Williamsburg (Iowa)
Pour les articles homonymes, voir Williamsburg.
Williamsburg est une ville du  comté d'Iowa, en Iowa, aux États-Unis. Elle est fondée en 1856 et incorporée le 3 décembre 1884.

## Source de la traduction
- (en) Cet article est partiellement ou en totalité issu de l’article de Wikipédia en anglais intitulé « Williamsburg, Iowa » (voir la liste des auteurs).